# Teng Jü
Teng Jü (čínsky pchin-jinem Dèng Yú, znaky 鄧兪; 17. března 1337–9. prosince 1377) byl čínský generál, jeden ze zakladatelů říše Ming. Byl jedním z předních vojevůdců Chung-wua, prvního mingského císaře.

## Jména
Teng Jü se původně jmenoval Teng Jou-te (čínsky pchin-jinem Dèng Yǒudé, znaky 友德), používal zdvořilostní jméno Pa-jen (čínsky pchin-jinem Bà yán, znaky zjednodušené 伯颜, tradiční 伯顏). Za své zásluhy dostal posmrtné jméno Wu-šun (čínsky pchin-jinem Wǔshùn, znaky zjednodušené 武顺, tradiční 武順).

## Život
Teng Jü se narodil 17. března 1337, pocházel z okresu Chung ve střední Číně (dnes okres S’ v prefektuře Su-čou v provincii An-chuej).
Patřil k mužům prostého původu z An-chueje, kteří se zapojili do povstání rudých turbanů proti mongolské říši Jüan ovládající Čínu, a do poloviny 50. let se shromáždili okolo Ču Jüan-čanga, tehdy jednoho z generálů povstalecké říše Sung. V Čuově armádě se roku 1358 účastnil dobývání vnitrozemí Če-ťiangu, poté sloužil v Ťiang-si, kterou se Ču Jüan-čang snažil dobýt na říši Chan.
Začátkem roku 1362 velel posádce v důležitém ťiangsiském městě Nan-čchangu. V dubnu 1362 však neočekávaně na město zaútočily posily v čele s Ču Cungem a Kchang Tchajem, bývalými chanskými generály sloužícími Ču Jüan-čangovi, kteří nyní opět zradili a vrátili se na stranu říše Chan. Když dělostřelectvo Čua a Kchanga zničilo hradby a pěchota vtrhla do města, Teng Jüovi nezbylo než se zachránit útěkem. O měsíc později Nan-čchang dobyly zpět jednotky Sü Taa odvolané od obléhání Wu-čchangu. Novým velitelem města se stal Ču Wen-čcheng, Teng Jü zaujal místo jeho zástupce. Posádka byla zesílena a město opevněno.
Důkladná příprava se vyplatila, když v červnu 1363 město oblehla chanská armáda. Nan-čchang odolal, dokud koncem srpna nepřitáhl Ču Jüan-čang a vítězstvím v bitvě na jezeře Pcho-jang nerozhodl válku. V říjnu 1363 Ču Jüan-čang poslal Teng Jüa (s Li Šan-čchangem) velet obraně Nankingu. Roku 1364 se Teng Jü účastnil pacifikace Ťiang-si. V únoru 1365, po odvolání Ču Wen-čchenga, převzal velení v Nan-čchangu v hodnosti mladšího administrátora provinčního sekretariátu Ťiang-si. O tři měsíce později byl přeložen do Chu-kuangu. Řídil zde demobilizaci bývalých chanských vojáků a jejich přeměnu ve vojenské rolníky.
V listopadu 1367 byl jmenován hlavním cenzorem zprava a v únoru 1368 byl zařazen mezi vychovatele korunního prince. Začátkem roku 1368 se totiž Ču Jüan-čang prohlásil císařem, svůj stát přejmenoval na říši Ming a nejstaršího syna Ču Piaa jmenoval korunním princem.
Od února 1368 Teng Jü zaútočil na jüanské pozice v jižním Che-nanu, do roku 1369 vyčistil i přilehlé oblasti Šan-si. Začátkem roku 1370 pod vedením Sü Taa vytáhl ze Si-anu proti mongolské armádě Kökö Temüra. Porazil a zahnal Kökö Temüra do Mongolska, přičemž ohlásil zajetí 84 tisíc nepřátelských vojáků.
V prosinci 1370 při vyznamenávání generálů obdržel titul vévody z Wej (衞國公, přičemž zaujal šesté místo mezi odměněnými). Roku 1371 dohlížel na zásobování vojsk útočících na S’-čchuan. Roku 1372 velel armádě potlačující povstání v Chu-kuangu a Kuang-si. Po splnění úkolu byl v únoru 1373 pověřen dobytím Tibetu, ale začátkem následujícího roku, po porážkách které Sü Ta a Tchang Che utrpěli na severu od Mongolů, se stal jedním ze Sü Taových zástupců na severní hranici. Koncem roku 1374 byl přeložen do Šen-si, kde řídil výstavbu vojenských rolnických kolonií.
Do pole vytáhl až roku 1377, kdy (se zástupcem Mu Jingem) vytáhl proti vzpurným Tibeťanům. Číňané pronikli hluboko na tibetské území u jezera Kukunor a došli až k horám Kchun-lun, přičemž porazili nepřítele a získali množství dobytka a koní.
Na zpáteční cestě do metropole zemřel v Šou-čchun v An-chueji dne 9. prosince 1377. Ču Jüan-čang Teng Jüovy zásluhy o stát ocenil udělením posmrtného titulu kníže z Ning-che (宁河王) a posmrtného jména Wu-šun (武順).
Přežilo ho pět synů, nejstarší Teng Čen, důstojník, se roku 1380 stal vévodou ze Šen (申國公), ale roku 1390 byl, ve dvaadvaceti letech, popraven kvůli smyšleným obviněním z příslušnosti ke klice Li Šan-čchanga. Vévodský titul rodina Teng ztratila v éře Jung-le, ale nadále sloužili v armádě a od roku 1532 se stali markýzi z Ting-jüan. Poslední markýz zahynul roku 1644 při pádu Pekingu.